# 依玛寺
依玛寺，位于西藏自治区日喀则地区康马县萨玛达乡萨鲁村，是一座藏传佛教寺院。

## 简介
依玛寺在日喀则地区康马县境内，位于萨玛达乡萨鲁村北边的依玛山山麓，距康马县西南方12公里。该寺始建于822年。
依玛寺坐西朝东，四面有双层围墙围绕，中部有108座小塔，浮雕精美。依玛寺共有3座殿堂，中殿供奉释迦牟尼、无量寿佛等7尊泥塑佛像；南侧为护法神殿，供奉11尊泥塑佛像及2尊护法神；北侧为降魔殿，墙壁上塑有各种妖魔鬼怪及凶猛野兽等等。